# Рычков, Николай Николаевич
Никола́й Никола́евич Рычко́в (1866—1918) — председатель Бугурусланской уездной земской управы, член IV Государственной думы от Самарской губернии.

## Биография
Потомок Петра Ивановича Рычкова. Землевладелец (2800 десятин), домовладелец Бугуруслана и Самары. По окончании Самарской мужской гимназии учился на юридическом факультете Санкт-Петербургского университета, однако курса не окончил.
В 1892 году, будучи ещё студентом, избран был гласным Бугурусланского уездного земского собрания, а в 1895 году — и самарским губернским гласным. Всецело посвятил себя земской деятельности. В 1897 году принимал участие во всеобщей переписи населения в качестве члена-делопроизводителя переписной комиссии. Два раза исправлял должность городского судьи и один раз — уездного члена окружного суда. Был членом училищного совета и председателем ревизионной комиссии губернского земства. Два трехлетия состоял членом и замещающим председателя Бугурусланской земской управы (1897—1903), а в 1907 году избран был председателем той же управы, каковым состоял до избрания в Государственную думу.
Также избирался гласным Самарской и Бугурусланской городских дум и участвовал во многих их комиссиях. Состоял председателем попечительного совета 4-й женской гимназии в Самаре, а также почетным попечителем Бугурусланского реального училища, одним из инициаторов создания которого он был. Занимался торговлей москательными товарами, был акционером и членом совета Самарского купеческого банка. В 1904—1906 годах издавал газету «Самарский курьер». Кроме того, состоял членом Императорского Российского автомобильного общества и Санкт-Петербургского автомобиль-клуба.
В 1912 году был избран членом Государственной думы от Самарской губернии. Входил во фракцию октябристов, после её раскола — в группу беспартийных. Состоял членом комиссий: по запросам, по направлению законодательных предположений, по местному самоуправлению, по военным и морским делам, по народному образованию, по исполнению государственной росписи доходов и расходов. Был членом Прогрессивного блока.
После Февральской революции выступал на первом заседании обновленной Самарской городской думы. Дальнейшая судьба неизвестна. По некоторым данным, умер в 1918 году и был похоронен на старом кладбище Бугуруслана.
Был женат на Софье Александровне Бем, имел трех дочерей: Олимпиаду, Ирину и Милицу.

## Награды
- Орден Святого Станислава 3-й ст.
- Орден Святой Анны 3-й ст.
- Орден Святого Станислава 2-й ст.